# Дмитриевский сельский округ (Московская область)
Дмитриевский сельский округ — упразднённая административно-территориальная единица, существовавшая на территории Серебряно-Прудского района Московской области в 1994—2004 годах.
Дмитриевский сельсовет был образован в составе Серебряно-Прудского района Московской области 20 августа 1960 года путём объединения Митякинского и Серковского с/с.
1 февраля 1963 года Серебряно-Прудский район был упразднён и Дмитровский с/с вошёл в Ступинский сельский район. 11 января 1965 года Дмитровский с/с был возвращён в восстановленный Серебряно-Прудский район.
7 июня 1968 года в Дмитриевском с/с были упразднены селения Большие Синицы, Калининское и Прилучи.
30 мая 1978 года в Дмитриевском с/с был упразднён посёлок Борьба.
3 февраля 1994 года Дмитриевский с/с был преобразован в Дмитриевский сельский округ.
9 июля 2004 года Дмитриевский с/о был упразднён. При этом его территория была передана в Совхозный сельский округ.